# Kaş
Pour les articles homonymes, voir Kas.
Kaş (prononcé [kɑʃ ]) est une ville et un district de la province d'Antalya, en Turquie. Elle est située à 30 km de Kalkan. Elle était connue dans l'Antiquité sous le nom d'Antiphellus ou Antiphellos.

## Histoire
On retrouve une influence grecque dans l'architecture de Kaş, puisque depuis l'Antiquité le village était peuplé majoritairement par des Grecs. Antiphellus, cité de Lycie, était proche de la ville de Phellus. Le district contient les sites de Xanthe et de Patara.
En 1923, en raison de l'échange de populations entre la Grèce et la Turquie après la guerre gréco-turque, la majorité de la population grecque a quitté la ville pour la Grèce.

## Galerie

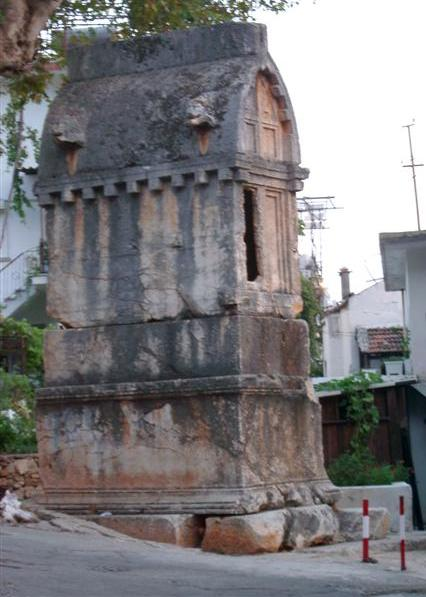
Sarcophage lycien de Kas
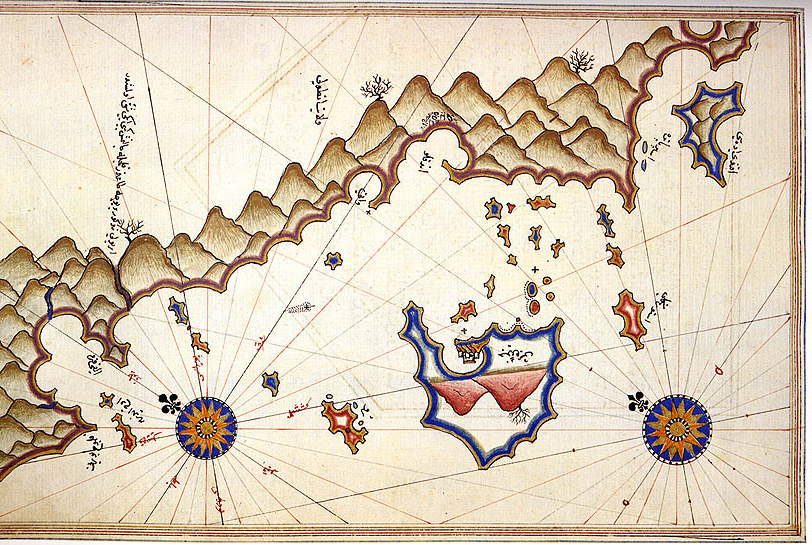
Carte historique de Kaş de Piri Reis

## Villages du district de Kaş
- Agullu
- Ahatlı
- Aklar
- Akörü
- Bayındır
- Beldibi
- Belenli
- Belkonak
- Bezirgan
- Boğazcık
- Çamlıköy
- Çamlıova
- Çataloluk
- Çavdır
- Çayköy
- Cemre
- Çerler
- Çeşmeköy
- Çukurbağ
- Dereköy
- Dirgenler
- Doğantaş
- Gelemiş
- Gökçeören
- Gökçeyazı
- Gömbe
- Gürsu
- Hacıoğlan
- İkizce
- İslamlar
- Karadağ
- Kasaba
- Kemerköy
- Kınık
- Kızılağaç
- Ortabağ
- Ova
- Palamutköy
- Pınarbaşı
- Sahilkılıçlı
- Sarıbelen
- Sarılar
- Sinneli
- Sütleğen
- Uğrar
- Üzümlü
- Yaylakılıçlı
- Yaylapalamut
- Yeniköy
- Yeşilbarak
- Yeşilköy
- Yuvacık

## Population
| 1990  | 1997  | 2000  | 2009  | 2015  |
| ----- | ----- | ----- | ----- | ----- |
| 4 560 | 7 942 | 6 361 | 5 594 | 7 041 |

| 1997 | 2000 | 2007 | 2009 | 2015   |
| ---- | ---- | ---- | ---- | ------ |
| -    | -    | -    | -    | 53.145 |

## Tourisme
La ville de Kaş est desservie par les aéroports de Dalaman et d’Antalya.
Juste en face de Kas à 5 km se trouve l’île grecque de Kastellórizo (Meis en turc). Des excursions en bateau d’une journée y sont organisées ainsi que vers une autre cité antique de la civilisation lycienne, Kekova.
Kaş est également l’un des points principaux pour la plongée en Turquie. Outre la diversité biologique, Kas propose une grande variété de patrimoine culturel subaquatique. Parmi les différents sites d'épaves un Douglas DC-3 a été volontairement immergé afin d'attirer les plongeurs. Le New York Times classait Kaş parmi les « 52 endroits du monde à voir en 2015 ».

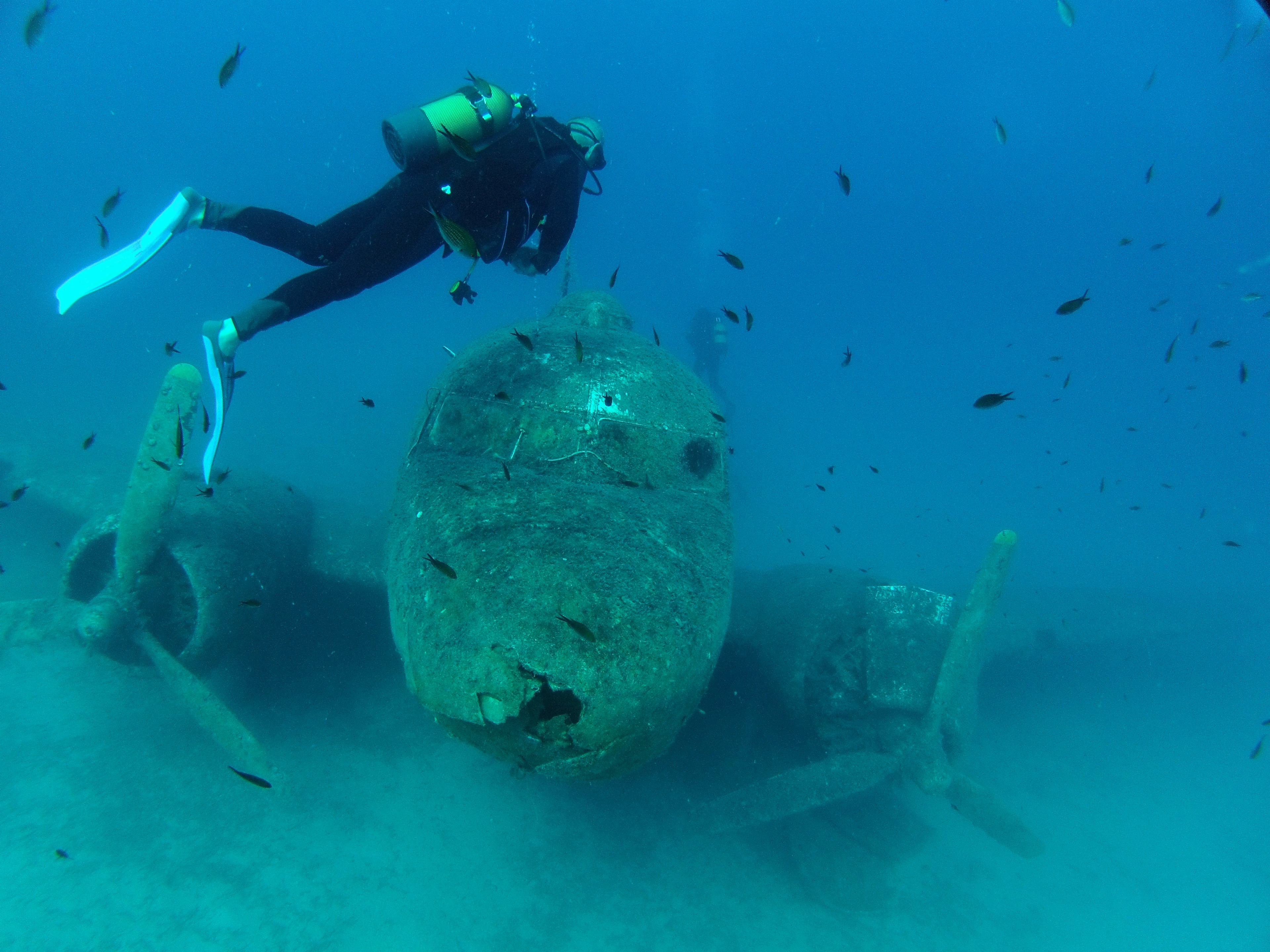
Immersion d'un Douglas DC-3.
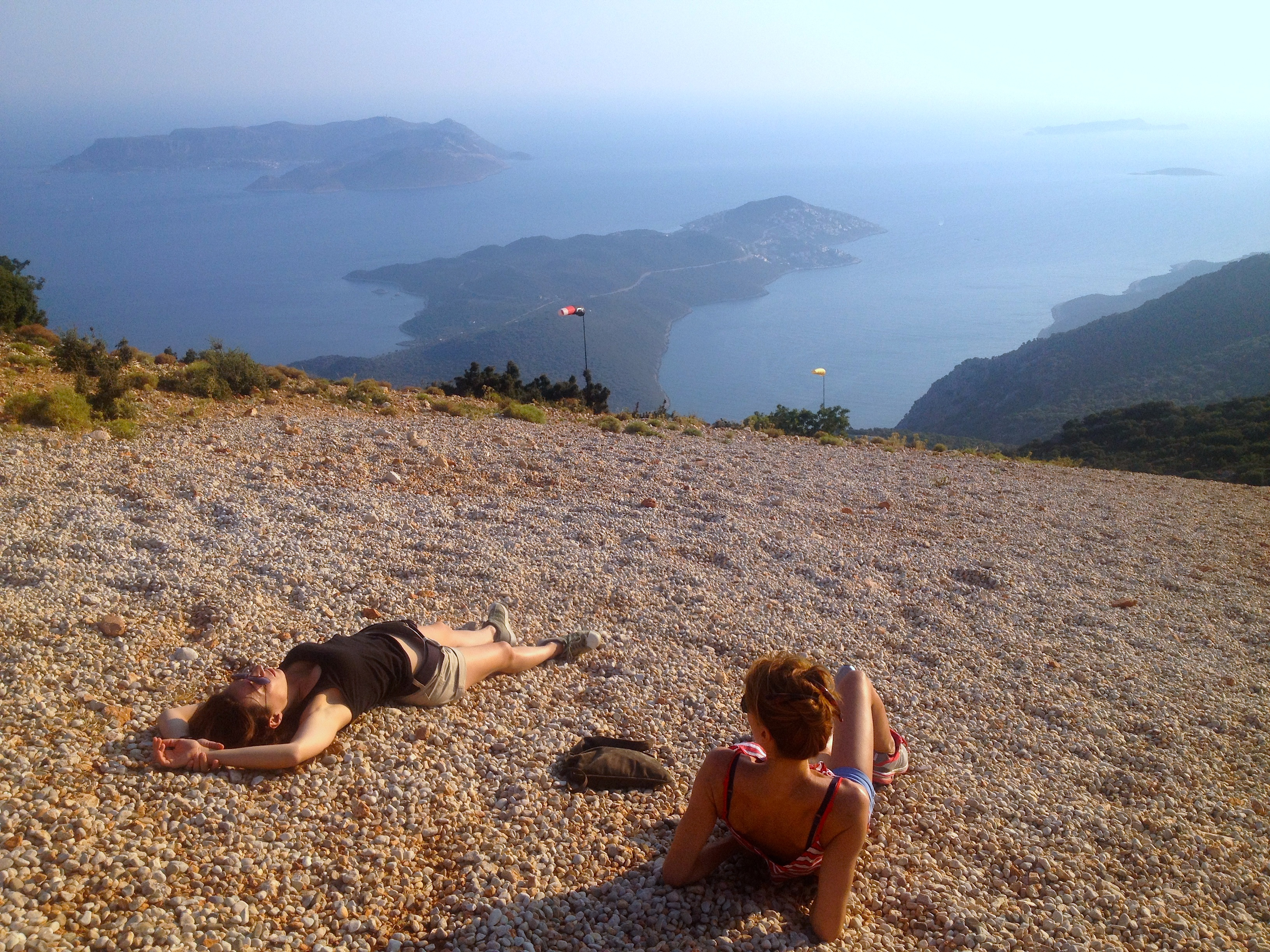
Sur les hauteurs de Kaş
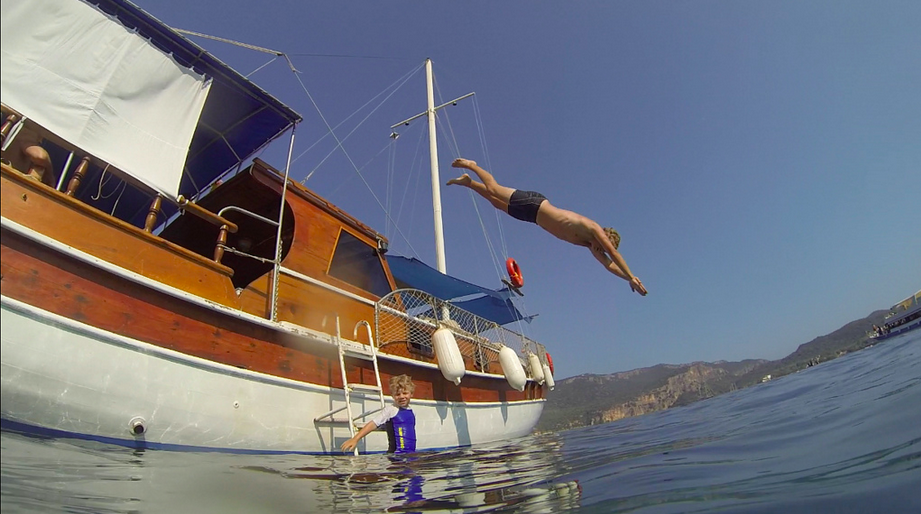
Bateau dans la baie de Kaş.
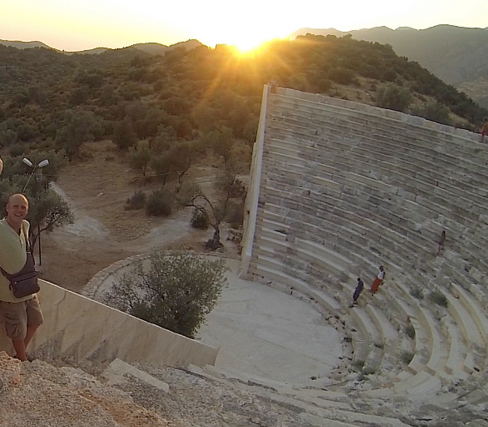
Le théâtre de Kaş